# Lampropterus femoratus
Lampropterus femoratus là một loài bọ cánh cứng trong họ Cerambycidae.